# 納薩卡拉山
16°10′21″S 68°18′27″W / 16.17250°S 68.30750°W
納薩卡拉山（Nasa Q'ara），是玻利維亞的山峰，位於該國西部拉巴斯省的洛斯安地斯省，處於阿爾卡科塔湖西南面，屬於安第斯山脈中玻利維亞瑞阿爾山脈的一部分，海拔高度5,064米。